# المجالح بن عمرو
المجالح بن عمرو
الصحابي المجالح بن عمرو الوايلي الهمداني
من وايلة همدان هو فارس مشهور بين قومه. أدرك الأسلام و كان ممن وفدوا من همدان على الرسول محمد. أشهر أعماله أسر عمرو بن معد يكرب.

## نسبه
هو المجالح بن عمرو بن هصيص بن جذيمة بن وائلة بن ربيع بن جذيمة بن وائل بن شاكر بن ربيعة بن بكيل.

## أسره لعمرو بن معد يكرب
في إحدى معارك الحرب بين شاكر الهمدانية وزبيد المذحجية تمكن المجالح من عمرو وأسره وأطلقه. وعندها قال عمرو: